# Принохори
Принохори (грч. Πρινοχώρι) је насељено место у општини Полигирос у периферији Средишња Македонија, Грчка. Према попису из 2021. године био је 1 становник.
Према бугарском географу и историчару, Василу Канчову, у Принохорију је 1900. године живело 382 Турака.  Године 1924. турско становништво је принудно исељено у Турску а на њихово место су насељене грчке избегличке породице, којих је на попису из 1928. године било 80. Село се раније звало Аванли Махала.